# Parafia Matki Bożej Różańcowej w Łysowie
Parafia pw. Matki Bożej Różańcowej w Łysowie – parafia rzymskokatolicka, należąca do dekanatu Sarnaki, diecezji drohiczyńskiej, metropolii białostockiej. 
Do parafii należą wierni z następujących miejscowości: Kolonia Myszkowice, Łysów i Myszkowice.